# Universitas Negeri Medan
Universitas Negeri Medan – indonezyjska uczelnia publiczna w mieście Medan (prowincja Sumatra Północna). Została założona w 1963 roku.

## Wydziały
- Wydział Języków i Sztuki
- Edukacja języka angielskiego
- Edukacja języka francuskiego
- Edukacja języka i literatury indonezyjskiej
- Edukacja języka niemieckiego
- Edukacja muzyki
- Edukacja sztuk plastycznych
- Edukacja tańca
- Literatura indonezyjska
- Literatura angielska
- Sztuki performatywne
- Wydział Ekonomiczny
- Edukacja administracji biurowej
- Edukacja rachunkowości
- Edukacja ekonomii
- Edukacja handlu
- Zarządzanie
- Rachunkowość
- Ekonomia
- Biznes cyfrowy
- Przedsiębiorczość
- Wydział Nauk o Sporcie
- Edukacja wychowania fizycznego, zdrowia i rekreacji
- Edukacja trenerska sportu
- Nauki o sporcie
- Wydział Nauk o Edukacji
- Edukacja nauczycieli wychowania przedszkolnego
- Edukacja nauczycieli szkoły podstawowej
- Edukacja pozaszkolna / Edukacja społeczna
- Poradnictwo i doradztwo
- Wydział Nauk Społecznych
- Edukacja antropologii
- Edukacja geografii
- Edukacja Pancasila i wiedzy obywatelskiej
- Edukacja historii
- Prawo gospodarcze
- Geoinformatyka
- Wydział Matematyki i Nauk Przyrodniczych
- Edukacja chemii
- Edukacja biologii
- Edukacja fizyki
- Edukacja matematyki
- Edukacja nauk przyrodniczych
- Chemia (również jako kierunek edukacyjny)
- Biologia (również jako kierunek edukacyjny)
- Matematyka
- Fizyka
- Chemia
- Biologia
- Informatyka
- Statystyka
- Wydział Techniczny
- Edukacja gastronomiczna
- Edukacja krawiecka
- Edukacja kosmetyczna
- Edukacja technologii budownictwa
- Edukacja elektrotechniki
- Edukacja mechaniki
- Edukacja techniki samochodowej
- Inżynieria lądowa
- Żywienie
- Elektrotechnika
- Edukacja technologii informacyjnej i komputerowej
- Architektura
- D4 Zarządzanie konstrukcjami
- D3 Inżynieria lądowa
- D3 Mechanika
- Studia podyplomowe II stopnia
- Edukacja biologii
- Edukacja wczesnoszkolna i przedszkolna
- Edukacja fizyki
- Edukacja chemii
- Edukacja matematyki
- Edukacja sportu
- Edukacja języka francuskiego
- Edukacja ekonomii
- Edukacja nauczycieli zawodowych
- Edukacja języka i literatury indonezyjskiej
- Technologia edukacyjna
- Administracja oświaty
- Antropologia społeczna
- Ekonomia
- Lingwistyka stosowana języka angielskiego
- Rachunkowość
- Nauki o sporcie
- Fizyka
- Chemia
- Studia podyplomowe III stopnia
- Edukacja chemii
- Edukacja wczesnoszkolna i przedszkolna
- Lingwistyka stosowana języka angielskiego
- Zarządzanie oświatą
- Technologia edukacyjna
- Edukacja matematyczna

Źródło: .